# Бечей
Бе́чей (серб. Бечеј, Bečej, венг. Óbecse — Обе́че) — город в Сербии, автономном крае Воеводина, центр одноимённой общины и Южно-Бачского округа.

## Города-побратимы
- Сексард
- Чонград
- Меркуря-Чук
- Истра (Россия)

## Известные уроженцы
- Надь Абоньи, Мелинда — швейцарская писательница венгерско-сербского происхождения.
- Порфирий (Перич) — епископ Сербской православной церкви; митрополит Загребско-Люблянский.
- Тан, Карой — венгерский химик.
- Терзич, Деян — сербский гребец-байдарочник, олимпиец.
- Томичевич, Марко — сербский гребец-байдарочник, олимпиец.
- Урбанова, Невенка — сербская актриса.

## Галерея

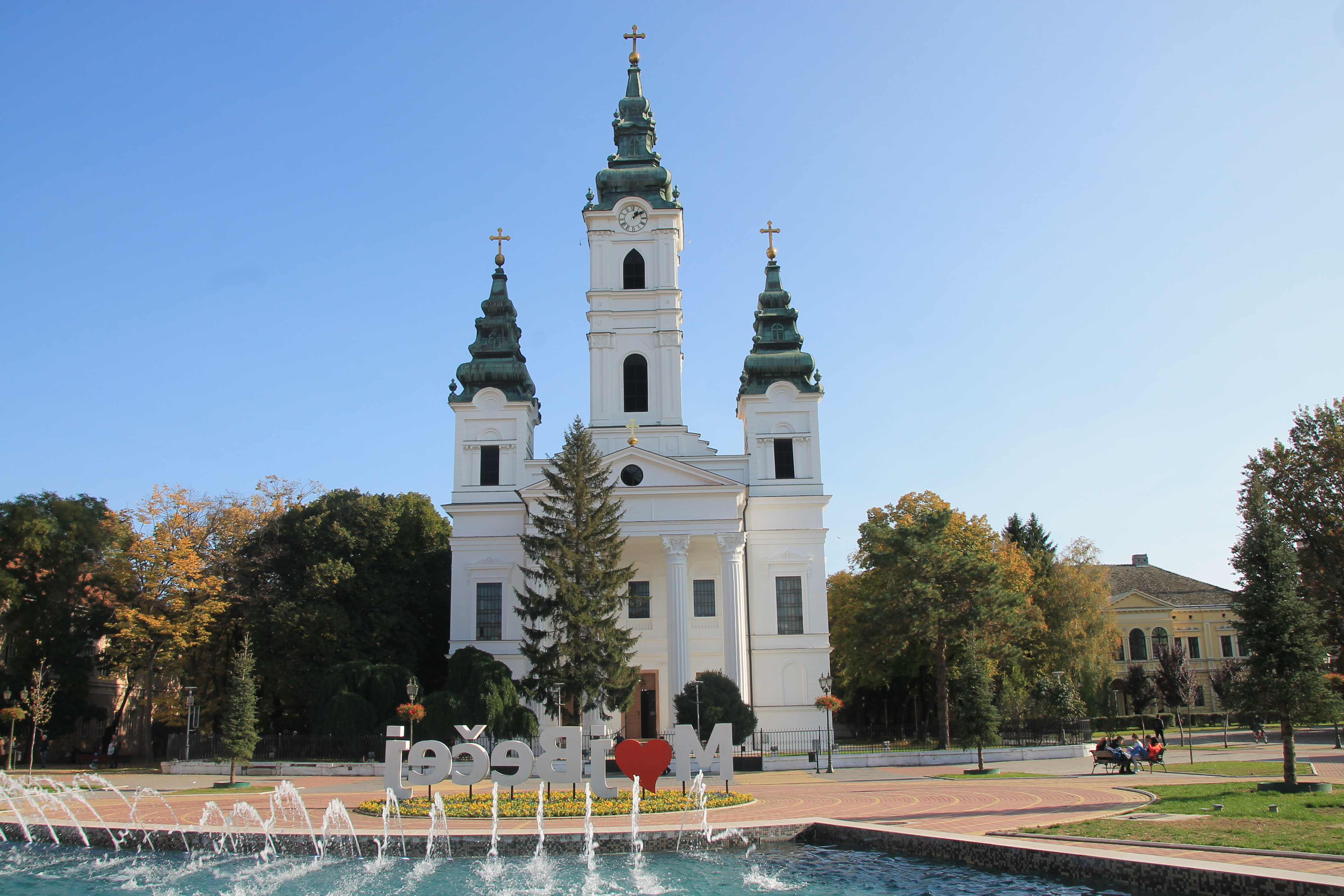
Церковь святого Георгия
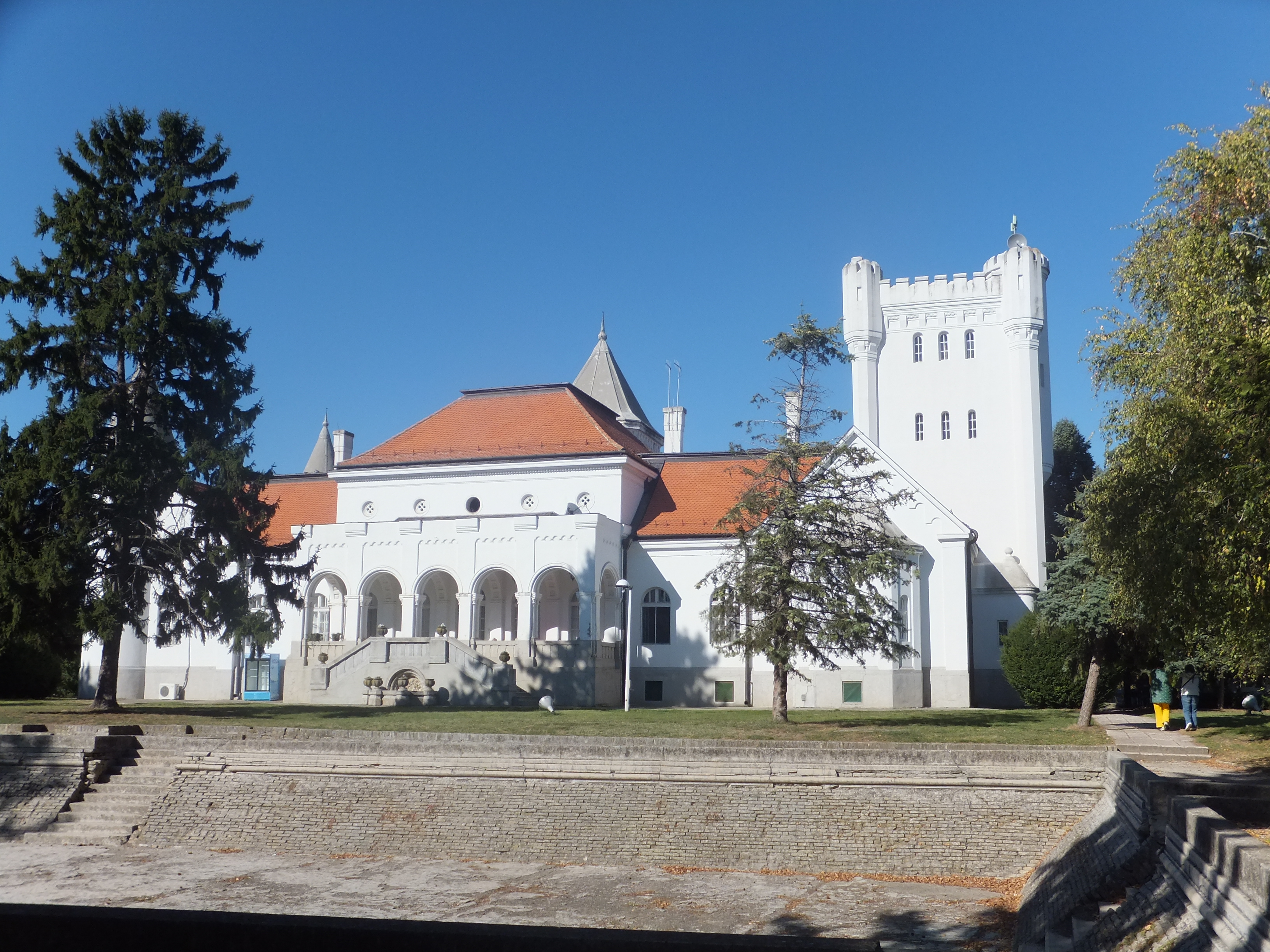
Дворец Фантаст
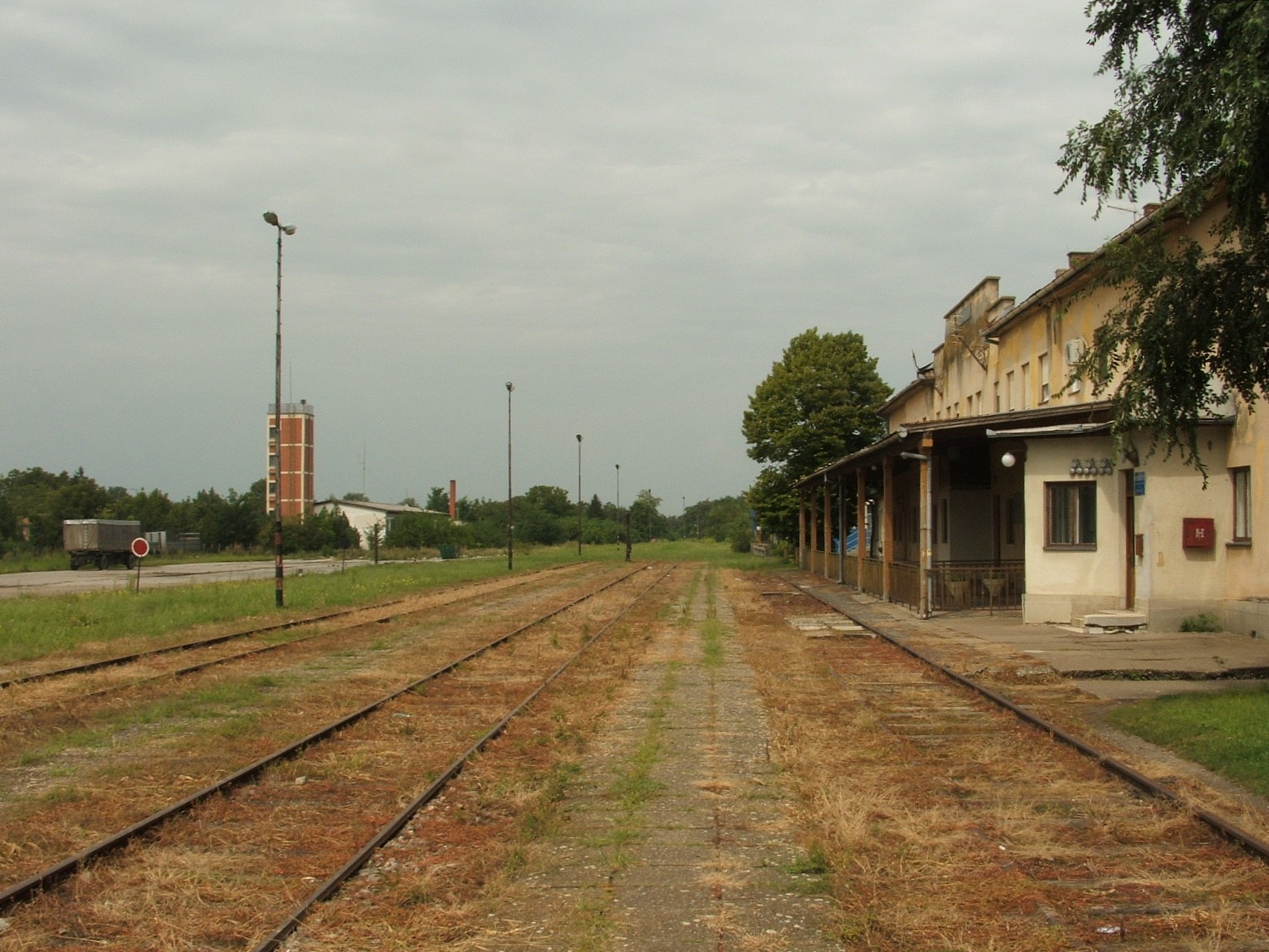
Железнодорожная станция